# Biomasa
Biomasa (eng. biomass, njem. Biomasse) odnosi se na živuću ili donedavno živuću materiju, biljnog ili životinjskog porijekla, koja se može koristiti kao gorivo ili za industrijsku proizvodnju. Najčešće se koristi direktno u konačnoj potrošnji energije za grejanje, kuvanje ili zagrevanje tople vode, ali se može koristiti i za proizvodnju električne energije i toplote, te se odnedavno sve više koristi za proizvodnju biogoriva. Takođe se može koristiti u industriji za proizvodnju vlakana i hemikalija. Biomasa je obnovljivi izvor energije, a uopšte se može podeliti na drvnu, nedrvnu i životinjski otpad, unutar čega se mogu razlikovati:
- Drvna biomasa
  - Ostaci i otpad nastao pri piljenju, brušenju, blanjanju...
  - Često je to otpad koji opterećuje poslovanje drvno-prerađivačke firme
  - Služi kao gorivo u vlastitim kotlovnicama, sirovina za proizvode, brikete, pelete
  - Jeftinije je i kvalitetnije gorivo od šumske biomase
- Ostaci i otpaci iz poljoprivrede
  - Slama, kukuruzovina, oklasak, stabljike, koštice, ljuske...
  - To je heterogena biomasa različitih svojstava
  - Ima nisku ogrjevnu vrednost zbog visokog udela vlage i različitih primesa (hlor!)
  - Prerađuje se presovanjem, baliranjem, peletiranjem
  - Danska: instalirana je elektrana na ostatke žitarica od 450 MW!
- Životinjski otpad i ostaci
  - Anaerobna fermentacija (izmet – sve vrste životinja + zelena masa)
  - Spaljivanjem (stelja, lešine – peradarske farme)
  - Bioplin (60% metana, 35% CO2 te 5% smeše vodonika, azota, amonijaka, vodonik sulfida, CO, kiseonika i vodene pare)
- Biomasa iz otpada
  - Zelena frakcija kućnog otpada
  - Biomasa iz parkova i vrtova s urbanih površina
  - Mulj iz kolektora otpadnih voda

Najčešće se koristi drvna masa koja je nastala kao sporedni proizvod ili otpad te ostaci koji se ne mogu više iskoristiti. Takva se biomasa koristi kao gorivo u postrojenjima za proizvodnju električne i toplotne energije ili se prerađuje u gasovita i tekuća goriva za primenu u vozilima i kućanstvima.
Biomasa ne uključuje organske materije koje su promenjene raznim geološkim procesima u materije poput nafte i uglja.

## Uticaj na životnu sredinu
Biomasa je deo zatvorenog ugljeničnog kruga. Ugljenik iz atmosfere preuzimaju u biljke, prilikom spaljivanja ugljenik se ponovno oslobađa u atmosferu kao ugljen-dioksid(CO2). Dok god se poštuje princip obnovljivog razvoja (zasadi se onoliko drveća koliko se poseče) ovaj oblik dobivanja energije nema značajnog uticaja na životnu sredinu.
Biomasa se smatra obnovljivim izvorom energije i često se naziva ugljenično neutralno gorivo, mada ono ipak može doprinjeti globalnom zagrevanju. To se događa kad se poremeti ravnoteža seče i sađenja drveća, na primjer kod krčenja šuma ili urbanizacije zelenih površina. Kada se biomasa koristi kao gorivo umesto fosilnih goriva ono ispušta jednaku količinu CO2 u atmosferu. Ugljenik iz biomasa koji sačinjava otprilike pedeset posto njene mase je već deo atmosferskog ugljeničnog kruga. Biomasa apsorbuje CO2 tokom svog životnog ciklusa te ga ispušta nazad u atmosferu kad se koristi za dobivanje energije. Kod fosilnih goriva je to drugačije jer se kod njih ugljenik izdvaja iz dugotrajnih spremnika, u kojem bi inače bio zauvijek zarobljen, i ispušta u atmosferu.
Šta više, biomasa dobijena sečom šuma je u poslednje vrijeme kritikovana od strane raznih organizacija za zaštitu životne sredine poput Greenpeace i Odbora za zaštitu prirodnih resursa, zbog njihovog štetnog uticaja na šume i klimu. Seča šuma s ciljem dobivanja energije otklanja više hranjivih materija nego redovita seča što utiče na ekosistem i buduće zdravlje šume. Još jedan problem koji organizacije navode je emisija ugljenikovog dioksida. Po njihovim istraživanjima je puno više vremena potrebno da bi šuma emitirala istu količinu (CO2) koji bi bio emitiran izgaranjem biomase (u područjima sa manje šuma to vreme je još duže). Uz to, postoji i zabrinutost da bi moglo doći do poremećaja u tlu na kojem je šuma posečena, što bi moglo dovesti do dodatne emisije (CO2) koji je u tom tlu bio zadržan.

## Procesi pretvaranje biomase u iskoristivu energiju

### Toplotno pretvaranje
U procesima toplotnog pretvaranja toplota je korištena kao dominantan mehanizam za pretvaranje biomase u neki drugi hemijski oblik. Energija dobijena izgaranjem biomase (npr. izgaranje drva) je najviše korištena u područjima gde šume rastu brže i gušće. Takva područja su npr. tropska područja, a takva energija dobijena izgaranjem se naziva dendrotermalna energija. Takođe, postoje procesi koji služe kao međukoraci pri dobijanju iskoristive energije. Koriste se ređe, više po potrebi a katkad i eksperimentalno. U te procese se ubrajaju: hidrotermalno nadograđivanje i hidrodesulfurizacija. Cilj takvih procesa je prebacivanje postojeće biomase u lakše obradivu formu. Na primer – morski mulj je prevlažan za normalne procese prerade, pa se koriste procesi hidroobrade kako bi ta vrsta biomase bila pogodnija za dalju obradu. Takođe, toplotna prerada biomase se koristi i u tehnologijama poput CHP (Combined Heat and Power) i tehnologiji suspaljivanja (co-firing) čijim se korištenjem povećava sveukupna efikasnost. U tipičnoj elektrani na biomasu u kojoj se ne koriste te tehnologije, efikasnost je u intervalu od 7-27%, dok pri korištenju tehnologije suspaljivanja (npr. biomasa i ugalj) efikasnost raste do otprilike 40%.

### Hemijsko pretvaranje
Hemijski procesi se koriste da bi se omogućila prerada biomase u neki korisniji oblik – najčešće za proizvodnju goriva koje se najviše koristi, ili čak za iskorištavanja svojstava samog procesa. U većini slučajeva prvi korak u hemijskim procesima sa biomasom je gasifikacija, a taj korak je ujedno i najskuplji te predstavlja najveći tehnički rizik. Gasifikacija se odvija pri atmosferskom pritisku, jer za razliku od tečnosti i gasova, biomasu je puno teže staviti u nekakvu posudu pod pritiskom. Posledica odvijanja procesa gasifikacije pri atmosferskom pritisku je nepotpuno izgaranje biomase zbog čega u dimnim plinovima postoje udeli gorivih gasova poput ugljen monoksida, vodonika i tragova metana. Tako prerađena biomasa može služiti kao gorivo u motorima sa unutrašnjim sagorevanjem ili kao zamena za ulje za loženje. Proces gasifikacije biomase je jako koristan jer se sve vrste biomase mogu podvrgnuti tom procesu te zbog lakoće pretvaranja čvrstog otpada u korisno gorivo.
Takođe, pretvaranje biomase u biogorivo može se izvesti i selektivnim pretvaranjem individualnih komponenti. Na primer, celuloza se može razgraditi na sorbitol, glukozu itd. Ti sastojci se onda naknadno podvrgavaju raznim procesima čime se dobijaju vodonična i ugljovodonična goriva.

### Biohemijsko pretvaranje
Kako je biomasa prirodni materijal, mnoštvo visoko efikasnih biohemijskih procesa je nastalo s ciljem razgrađivanja strukture samog materijala biomase. U procesima biohemijskog pretvaranja se koriste različiti mikroorganizmi, bakterije i enzimi s ciljem razgradnje biomase. Mikroorganizmi se koriste u procesima fermentacije, kompostiranja i anaerobne digestije otpada.

## Kruta biomasa
Kruta biomasa uključuje drvo, poljoprivredne i ostale organske nusproizvode i otpad.
Kruta biomasa se može spaljivati i tako se iz nje može dobiti toplotna energija za grejanje ili proizvodnju električne energije, a može se raznim postupcima pretvoriti u biogoriva ili biogas te se kao takva koristiti za dobivanje energije.
- Neki postupci prerade i uporabe biomase
  - kompostiranje (u svrhu dobivanja gnojiva)
  - anaerobna digestija (biomasa trune u svrhu dobivanja metana i taloga koji se koristi kao đubrivo)
  - fermentacija i destilacija (za dobivanje etilnog alkohola)
  - destruktivna destilacija (proizvodi metilni alkohol iz otpada bogatih celulozom)
  - piroliza (zagrijavanje organskog otpada bez prisustva vazduha u svrhu proizvodnje zapaljivog gasa i ugljena)
  - spaljivanje u svrhu dobivanja topote i električne energije
  - građevinski materijali
  - biorazgradive plastike i papir (korištenje celuloznih vlakana)

| Proizvodnja energije iz primarne biomase - Svet - 2004. | Proizvodnja energije iz primarne biomase - Svet - 2004. |
|                                                         | Primarna biomasa                                        |
| ------------------------------------------------------- | ------------------------------------------------------- |
| Proizvodnja električne energije (bruto)                 | 128557 GWh                                              |
| Proizvodnja toplotne energije (bruto)                   | 2244721 TJ                                              |

## Biogoriva
Biogoriva su goriva koja se dobijaju preradom biomase. U posljednjih nekoliko godina, proizvodnja i potrošnja biogoriva rastu. Ekološki su daleko prihvatljivija od fosilnih, ali im je proizvodnja još uvek skuplja. Najintenzivnija proizvodnja je u Brazilu, iz šećerne trske, te u SAD, iz kukuruza. Glavna biogoriva su bioetanol i biodizel.
Bioetanol predstavlja alternativu benzinu. Proizvodi se iz šećerne trske, kukuruza, ječma, krompira, suncokreta, žita, drva i još nekih biomasa. Najintenzivnija proizvodnja je u Brazilu. Evropska unija već troši znatne količine bioetanola. 
Biodizel predstavlja alternativu običnom dizelu proizvedenom iz fosilnih goriva. Proizvodi se najviše iz uljarica (uljane repice, soje, suncokreta, palminih ulja), biorazgradiv je i nije opasan za životnu sredinu. U nekim zemljama Europske Unije, biodizel je već zastupljen u gorivima (u određenom postotku), te takođe neka vozila već mogu voziti na 100%-tni biodizel.

## Biogas
Biogas se proizvodi energetskim transformacijama iz životinjskog izmeta, kanalizacijskog otpada i krute biomase, u anaerobnim uslovima. Prvenstveno se sastoji od metana i ugljik-dioksida. Može se koristiti kao pogonsko gorivo za vozila, a njegovim pročišćavanjem može se dobiti i gas koji je čist poput prirodnog.
Biogas se može koristiti za dobivanje električne energije, grejanje vode i prostorija, te u industrijskim procesima. Ako se komprimuje, može zameniti prirodni gas koji se koristi u automobilima sa motorima sa unutarnjim sagorevanjem.

## Spoljašnje veze
- Powerlab FSB, Biomasa
- Biomass as an Energy Source – Växjö University